# Brebina (okręg Teleorman)
Brebina – wieś w Rumunii, w okręgu Teleorman, w gminie Scrioaștea. W 2011 roku liczyła 724 mieszkańców.